# Desperado (banda)
Desperado fue una banda de heavy metal, formada por Dee Snider en 1988, después de la disolución de Twisted Sister . La banda se disolvió a principios de la década de 1990 debido a problemas con el sello discográfico y la entonces emergente tendencia grunge. El álbum, muy pirateado, fue publicado oficialmente algunos años más tarde y reeditado como Ace en Angel Air. Dee Snider Desperado Limited Edition fue lanzado el 21 de abril de 2009, con once pistas de Bloodied But Unbowed .

## Músicos
- Dee Snider – Voz (1988-2006)
- Bernie Tormé - Guitarra (1988-2006)
- Marc Russell – Bajo (1988-2006)
- Clive Burr – Batería (1988-1996)
- Joey Franco - Batería (1996-2006)

## Discografía
- Demo I + III - Demo (1990)
- Bloodied But Unbowed (1996)
- Ace (2006)